# Cheilotrichia (Empeda) clarkeana
Cheilotrichia (Empeda) clarkeana is een tweevleugelige uit de familie steltmuggen (Limoniidae). De soort komt voor in het Australaziatisch gebied.